# Argyrolepidia palaea
Argyrolepidia palaea är en fjärilsart som beskrevs av Rothschild och Jordan 1905. Argyrolepidia palaea ingår i släktet Argyrolepidia och familjen nattflyn. Inga underarter finns listade i Catalogue of Life.